# Äila
Koordinaten: 58° 34′ N, 23° 43′ O
Äila  ist ein Dorf (estnisch küla) in der Landgemeinde Lääneranna im Kreis Pärnu (bis 2017: Landgemeinde Hanila im Kreis Lääne) in Estland.
Der Ort hat neunzehn Einwohner (Stand 31. Dezember 2011).